# ماونت کاربن (ویرجینیای غربی)
ماونت کاربن(به انگلیسی: Mount Carbon) شهری در ایالت ویرجینیای غربی کشور ایالات متحده آمریکا است که جمعیت آن در سرشماری سال ۲۰۱۰ میلادی، ۴۲۸ نفر بوده‌است.